# Studio Kvartal 95
Le Studio Kvartal 95 (en ukrainien : Сту́дія « Кварта́л-95 ») est une société publique de production de divertissements télévisés, opérant en Ukraine depuis 2003,. La société produit des contenus audio et visuels (tels que des films, des séries télévisées et des formats) en russe et en ukrainien, et organise des concerts.

## Historique

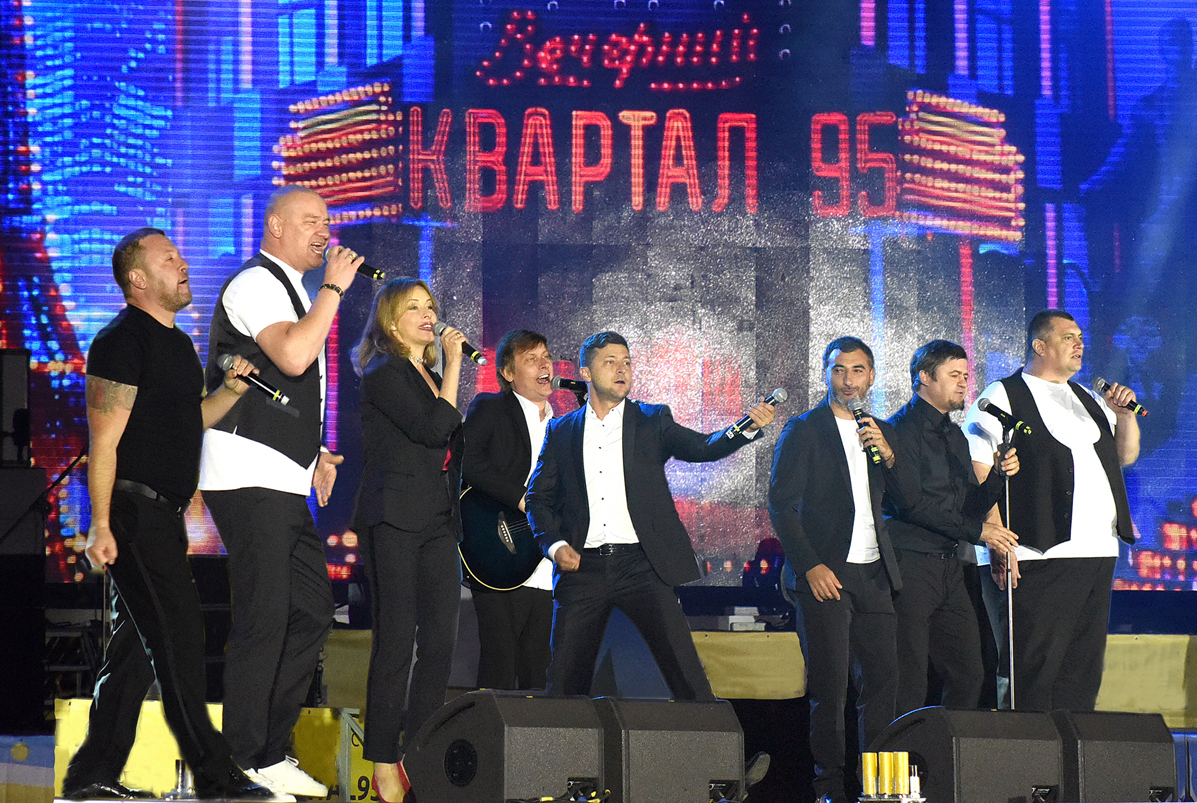
Vechirniy Kvartal, un spectacle humoristique produit par Kvartal 95.

Kvartal 95 Studio a été fondé en 2003 sur la base de l'équipe KVN Kvartal 95 qui porte le nom du 95e quartier (Kvartal), un quartier de Kryvyï Rih. L'équipe Kvartal 95 KVN a été fondée en 1997,, tandis que ses débuts officiels ont eu lieu en 1998 au festival KVN à Sotchi. Le studio ainsi que l'équipe KVN ont été créés par Volodymyr Zelensky, qui s'est présenté à l'élection présidentielle ukrainienne de 2019 et a été élu président de l'Ukraine.
Selon ce dernier, l'objectif de l'entreprise est de « faire du monde un endroit meilleur, un endroit plus gentil et plus joyeux à l'aide de ces outils dont nous disposons, qui sont l'humour et la créativité ». Il a produit des émissions populaires (en Ukraine) telles que Vetcherniy Kvartal, Svaty, et Serviteur du peuple,.

### Depuis la présidence de Volodymyr Zelensky
Après l'investiture de Zelensky, la plupart des personnalités du Kvartal 95 ont rejoint l'administration de Zelensky en tant que chefs adjoints de l'administration présidentielle de l'Ukraine et Ivan Bakanov a été nommé chef adjoint des services secrets ukrainiens.

## Membres du Studio Kvartal 95
- Volodymyr Zelensky (jusqu'en 2019)
- Olena Kravets
- Yevhen Kochovy
- Ivan Bakanov